# Émile Péraudin
Émile Péraudin, né le 8 juillet 1865 à Vierzon (Cher) et mort le 14 janvier 1935 à Vierzon, est un homme politique français.

## Biographie
Issu d'une famille de céramistes, il est d'abord secrétaire de maire, avant de devenir maire de Vierzon en 1900, puis conseiller général du canton de Vierzon. Il est député du Cher de 1924 à 1928, élu en tête de la liste du Cartel des gauches, et inscrit au groupe républicain socialiste.